# Тапакуло болівійський
Тапакуло болівійський (Scytalopus bolivianus) — вид горобцеподібних птахів родини галітових (Rhinocryptidae).

## Поширення
Вид поширений в Болівії та Перу. Трапляється від провінції Пуно на південному сході Перу до департаменту Чукісака в Болівії. Мешкає в густому підліску у вологих широколистяних лісах. Його основний діапазон висот становить від 1000 до 2300 м, але в кількох місцях його можна знайти на висоті до 2850 м.

## Опис
Дрібний птах, завдовжки до 12 см. Самці важать від 17 до 22 г, а одна самиця важила 19,5 г. Самець темно-сірий з червонувато-коричневими боками і хриссумом (область навколо клоаки). Має певну кількість білого кольору на маківці. Самиця блідо-сірого кольору з коричневими смугами зверху з чорною смугою на черевці.